# Centro (Aracaju)
Centro é um bairro da cidade de Aracaju, capital do estado brasileiro de Sergipe, que se limita ao norte com os bairros Santo Antônio e Industrial, a leste, com o Rio Sergipe, a oeste com o Getúlio Vargas e o Cirurgia, e ao sul com o São José.

## O Quadrado de Pirro (1855-1905)

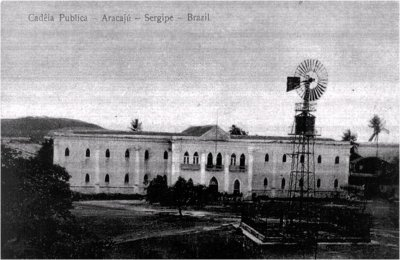
Antiga Cadeia Pública de Aracaju, na Praça General Valadão, atual Palácio Serigy, inaugurada em 1872 e demolida na década de 1930. Foto de 1907.

Coube a Sebastião José Basílio Pirro a missão de "construir" o Centro da cidade de Aracaju, escolhida como nova capital em 17 de março de 1855, em detrimento de São Cristóvão. A região da colina de Santo Antônio de Aracaju, onde já existia o aldeamento e berço da cidade, e o povoado Massaranduba, atual Bairro Industrial, foram descartados do projeto da nova capital. Esta foi construída a uma distância de aproximadamente 500 m ao sul dos núcleos primitivos e afastamento máximo de 100 m a oeste. Os terrenos eram pantanosos e alagados, com alta insalubridade, porém próximos ao novo porto, principal motivo da transferência da capital de Sergipe.
A primeira planta de Aracaju tinha 32 quadras de 110 m x 110 m e ficou conhecida como "tabuleiro de xadrez", considerado de vanguarda na época. Foram demarcadas também áreas de expansão com 1.188 m (540 braças) nas direções norte, oeste e sul. As populações de baixa renda e alforriados não podiam morar no "Quadrado de Pirro".
Parte-se, então, para a construção das primeiras edificações. A Igreja de São Salvador foi construída em 1857. Os poderes foram afixados em uma praça às margens do estuário do Rio Sergipe. Lá ergueu-se a Delegacia Fiscal, primeiro palácio do governo da província de Sergipe d’El Rey, que também ficou conhecido como Palácio Imperial por ocasião da visita de Dom Pedro II em 1860, assim como o atracadouro chamado de Ponte do Desembarque, depois rebatizado como Ponte do Imperador. Ainda nessa fase, merece destaque a construção da Companhia de Aprendiz de Marinheiro, destinada ao controle estuarino da capital.
Uma das grandes dificuldades do Centro nesse período era a má qualidade da água, muito avermelhada e de baixa potabilidade. Nos primeiros anos, foram registradas grandes epidemias de malária, febre amarela e cólera, vitimando inclusive o responsável pela transferência da capital, o presidente da província Inácio Joaquim Barbosa. O próprio Imperador Pedro II relatou em seu diário de viagem a Sergipe, em 1860, o problema da água: "Fonte poço de Maruim; água amarela; mas o gosto é melhor que a qui bebi hontem, ou quazi bom, e dizem que é saudável, e pode-se guardar 30 dias. Boa água pa beber."

## 2ª Fase: 1905-1930

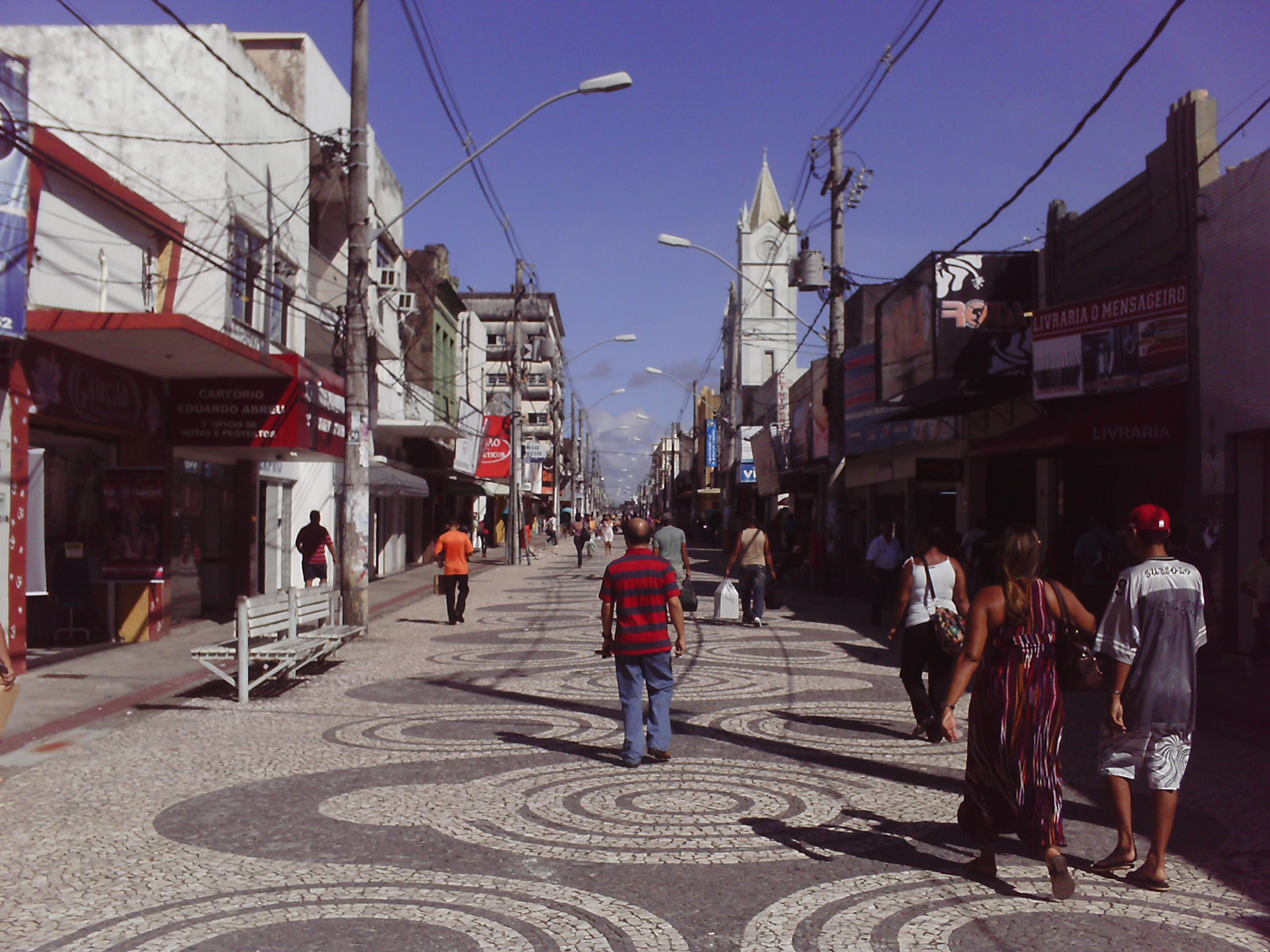
Rua Laranjeiras, Centro, Aracaju-SE, foto de 2011.

O sistema de captação e tratamento de água é concluído em 1909 a partir do Rio Pitanga. São abertas a rua da Aurora, atual Avenida Barão do Rio Branco, a rua do Barão, atual rua João Pessoa, a Estrada para São Cristóvão, rebatizada de rua São Cristóvão, a rua de Salvador, atual rua Laranjeiras, a Estrada da Jabotiana, atual rua Itabaiana. São construídos o Palácio do Governo, a Assembleia Legislativa, o teatro Carlos Gomes, depois rebatizado como Cine Rio Branco, a Escola Normal, atual Centro de Turismo, a 

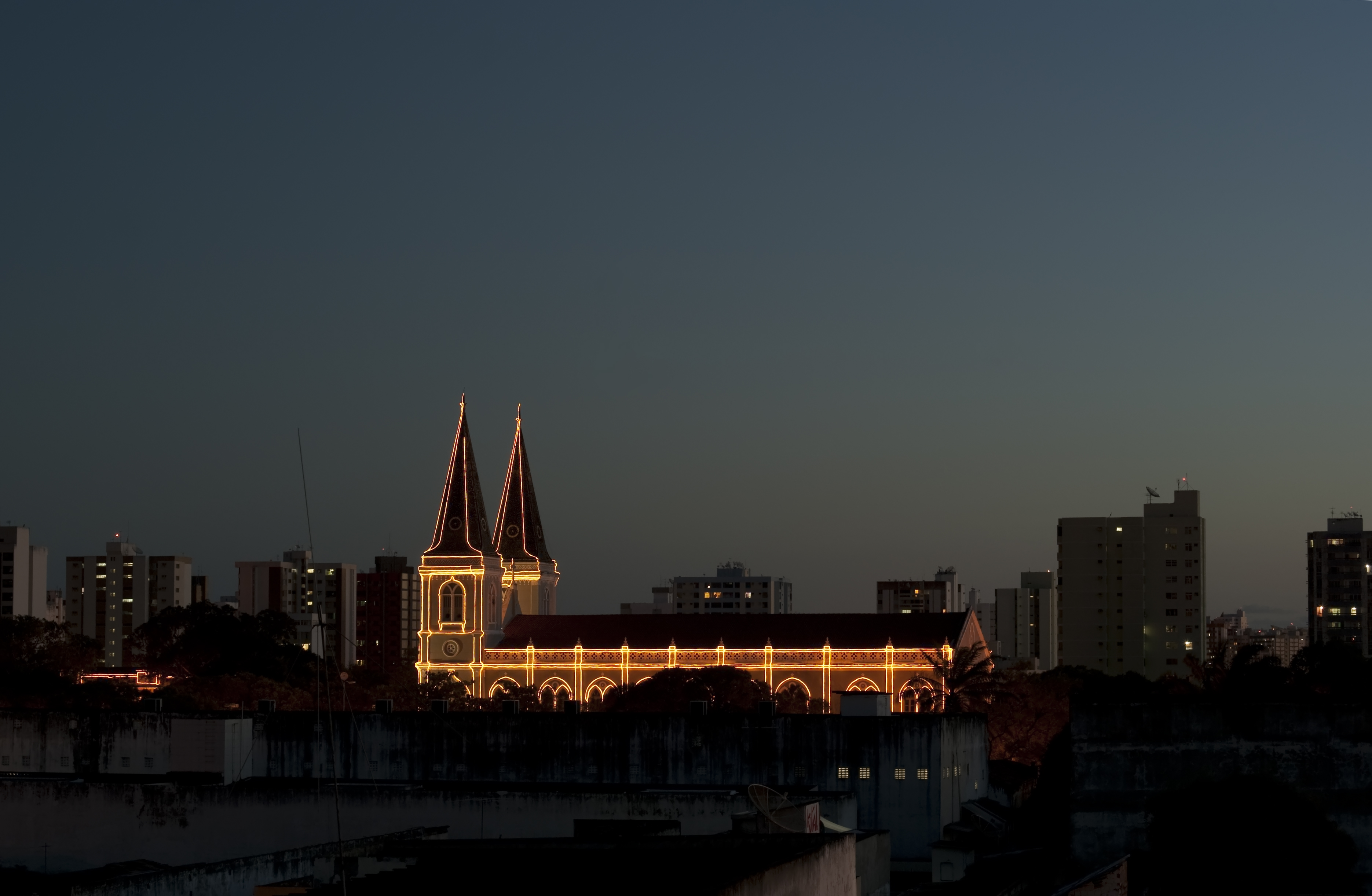
Catedral Metropolitana de Aracaju.

 Catedral Metropolitana, a estação ferroviária do cais do porto e o Mercado Thales Ferraz. Nos fundos da Catedral, fora do Quadrado de Pirro, surgem as ruas Capela, Arauá, Lagarto, Maruim, Itaporanga, Santo Amaro e Propriá, ocupadas essencialmente por migrantes.

## 3ª Fase: 1930-1965
Iniciando a periferização o Centro começa a concentrar o comércio e os serviços da capital, fazendo com que gradativamente perca função residencial. Uma rede de cinco linhas de bondes elétricos ligavam os bairros ao Centro. Em meados da década de 1940 inaugura-se a Diretoria Central dos Correios na rua Laranjeiras e o Edifício Mayara, o primeiro prédio comercial com elevador de Aracaju. Também nessa época é inaugurado o mercado Antônio Franco e em 1950 a estação ferroviária é removida para o bairro Siqueira Campos, na zona oeste. Em 1960 é inaugurado na praça General Valadão o Hotel Pálace, um dos mais modernos e luxuosos hotéis do Nordeste à época. De 1961 a 1963, acontece o desmanche do areal do morro do Bomfim. Em seu lugar é erguido o Terminal Rodoviário Luís Garcia, mais conhecido atualmente como Rodoviária Velha.

## 4ª Fase: 1965-1990

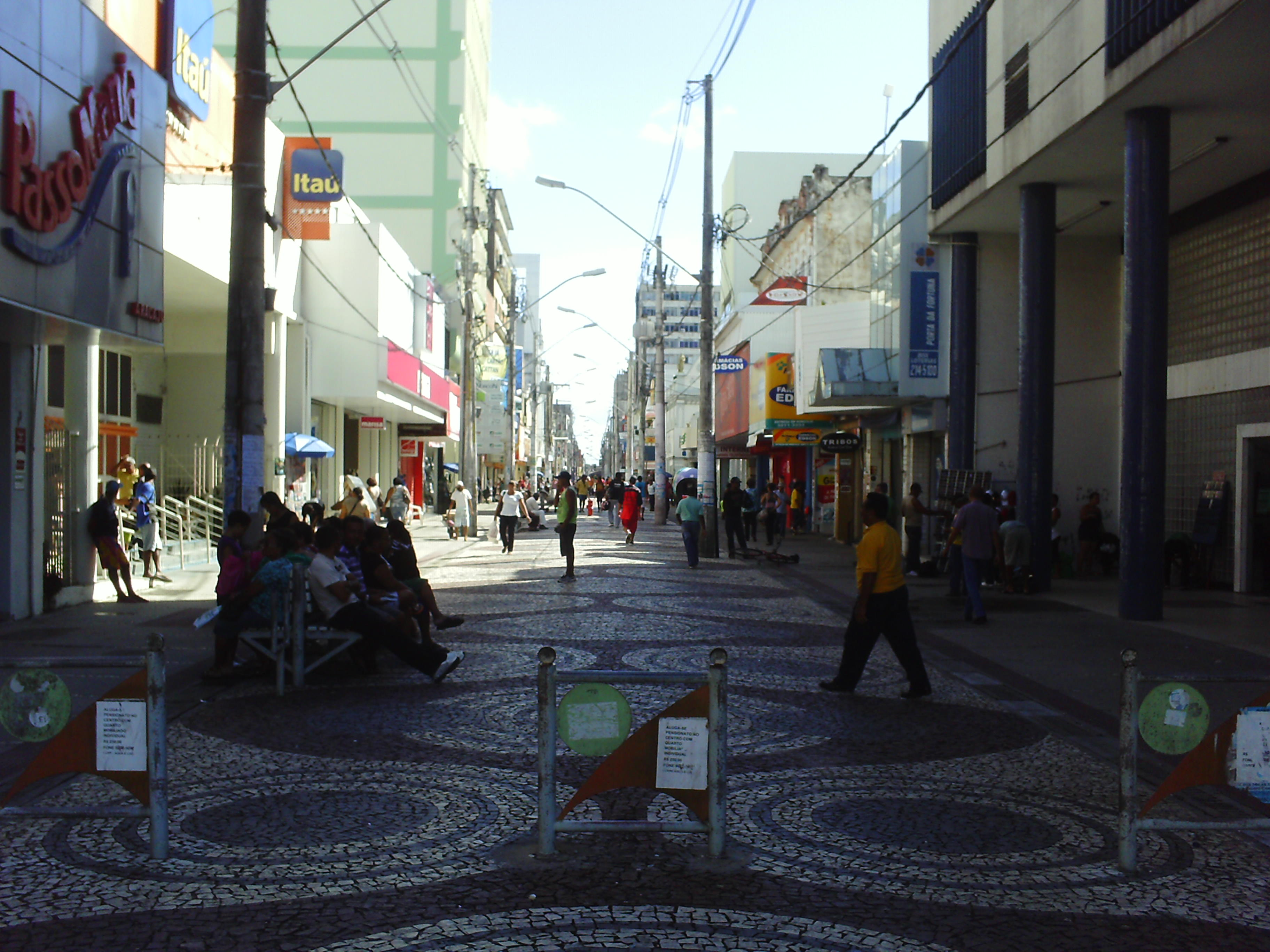
Rua João Pessoa, segunda rua de pedestres do Brasil, foto de 2011.

A descoberta de petróleo na costa de Aracaju traz uma modernização jamais vista até então. O Centro é contemplado com serviços de pavimentação e esgotamento. No campo da arquitetura merece destaque no início dos anos 1970 os Edifícios do INSS e o Edifício Estado de Sergipe, popularmente conhecido por Maria Feliciana dos Santos, com 28 andares, o maior do Nordeste à época. Em 1978 a Rodoviária Velha tem suas operações limitadas apenas à região metropolitana com a construção do Terminal Rodoviário Governador José Rollemberg Leite, mais conhecida como Rodoviária Nova, no bairro Capucho, zona oeste. Também em 1978, a rua João Pessoa é transformada num calçadão de pedestres, a segunda do Brasil.

## 5ª Fase: 1990 aos dias atuais
A partir dessa época tem início o processo de degradação do Centro de Aracaju. Vários fatores contribuíram para isso.
O Centro de Aracaju carece de grandes avenidas, pois o projeto de Pirro desenhou ruas estreitas para a atualidade. O aumento do número de automóveis somado a alguns erros estratégicos como o retorno das linhas intermunicipais para a Rodoviária Velha desde 1995 transformou as ruas centrais em verdadeiro caos no horário comercial entre 8h e 18h. Desde 2009, a Superintendência Municipal de Transporte e Trânsito (SMTT) vem tentando tomar medidas como a criação de corredores livres e a proibição de estacionamento nas principais vias, o que tem gerado protestos de comerciantes que alegam prejuízo nas vendas.